# 1983年电影

## 第二十屆金馬獎
- 最佳劇情片——《小畢的故事》（中影公司）
- 最佳導演——陳坤厚《小畢的故事》
- 最佳男主角——孫越《搭錯車》
- 最佳女主角——陸小芬《看海的日子》